# Vida quotidiana

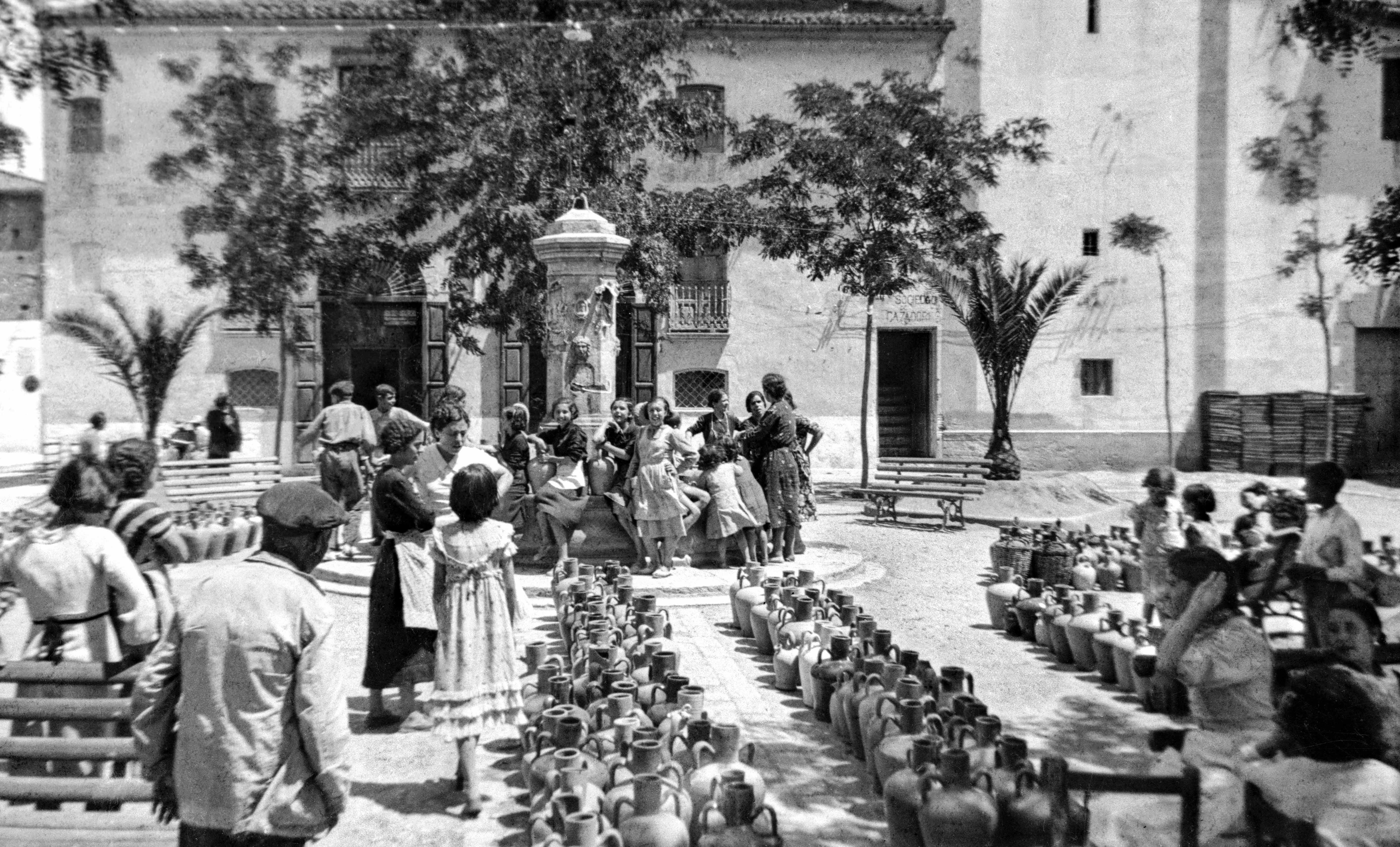
Cada dia, durant molts anys, les dones anaven a per aigua a la font, 1937, Alginet

La vida quotidiana és el marc en el qual es desenvolupen les experiències del dia a dia de l'ésser humà. Per tant, està composta per les seves vivències diàries. Cadascuna d'aquestes vivències o esdeveniments són el reflex de comportaments i costums apresos de la societat.
La vida quotidiana està constituïda per rutines, comportaments que els diferents actors socials fan sense pensar-hi. Així es crea un full de ruta quotidià en aquest comportament social diari, conformant i estructurant aquest concepte conjuntament amb les expectatives del comportament dels altres i el factor sorpresa.
Aquestes experiències estan construïdes després d'un llarg procés intel·lectual que constitueix el marc institucional que regula i ordena els comportaments socials dins del grup. L'element clau d'aquest procés és el llenguatge, que serveix per a objectivar i definir els objectes que construeixen la realitat quotidiana i que suposa una ajuda en el procés de transmissió, de comunicació amb els altres, de socialització. El llenguatge en si mateix és una imposició compartida amb els altres membres del grup.
Per això, diem que la vida quotidiana és intersubjectiva, perquè és compartida entre els membres d'un mateix grup. És un món públic en el qual tots els membres d'una societat comparteixen una mateixa realitat, encara que sigui des de diferents punts de vista, tant com a receptors o com a emissors d'informació. L'experiència s'integra mitjançant el llenguatge en la socialització. Es fa comú entre tots els individus d'un mateix grup social. Aquesta comunitat d'intersubjectivitats reconegudes per tot el grup determina les actituds i els seus significats i el desenvolupament del rol social que li toca a cadascú; determina les certeses fixades en el sentit comú de l'individu, la realitat donada per descomptat i compartida per tots i que no és qüestionada per cap membre del grup social, i l'individu que qüestiona aquesta realitat de la vida quotidiana i no s'ajusta a aquesta dins del grup, és considerat com un inadaptat, un boig.

## Sociologia
La sociologia de la vida quotidiana està centrada en l'agent com a “individu” i les seves activitats socials. Segons Max Weber, l'acció social “és una pràctica més d'una significació, vinculada a les accions socials d'altres agents”.
Aquest agent no és una entitat ontològica, i pren com a marc d'observació el cicle de la jornada proposat per la realitat del temps, però que es brinda al coneixement del temps ja viscut, volent dir que està constituït per la vida, però no solament satisfet amb posterioritat per aquesta. Per aquest motiu, la sociologia de la vida quotidiana utilitzarà fenòmens socials totals, segons Marcel Mauss reveladors de la totalitat, primerament dintre d'una societat localitzada en el temps i en l'espai (locus, 'lloc'), però també d'un individu determinat, dintre d'una societat determinada.
La característica essencial d'una sociologia de la vida quotidiana resideix en la seva manera de començar, en els fenòmens socioculturals considerats des del punt de vista de cadascun dels individus, de la seva manera d'actuar, les seves representacions, els seus desitjos i les seves pors. Des de l'instant en què es fa servir aquesta aproximació, que es podria qualificar d'opció epistemològica d'envergadura, apuntem cap a aquest ésser que anomenem homo sapiens. És llavors quan parlem d'antropologia. Però, per entendre la realitat de la vida quotidiana hem de tenir en compte el seu caràcter intrínsec abans d'analitzar-la sociològicament. Així doncs, dins del marc que ens proporciona la sociologia, ja aprenem la realitat com a donada. No obstant això, investigar els fonaments d'aquesta realitat correspondria a la filosofia.
En l'àmbit de l'ésser humà, la vida quotidiana és viscuda i construïda per l'agent entre dues posicions típiques:
- Al matí, la persona s'aixeca i té una pauta, de vegades fins i tot un veritable guió de tota la seva jornada.
- Al capvespre, el seu relat prendrà la forma d'un balanç i la distància entre el balanç i la pauta pot consistir des d'un simple ajust d'aquesta última a la de la seva transformació radical: adaptant la peça prevista a l'extrem, o conduint-la a improvisar una peça que no estava en el repertori.

La distància entre la pauta i el balanç procedeix de la dialèctica de la rutina i de l'esdeveniment durant una jornada concreta o com a mínim propera a un tipus de jornada.
La distinció entre el “quotidià” i el “no quotidià” (esdeveniment, sorpresa) radica en la càrrega simbòlica associada a les pràctiques i a les situacions: el quotidià seria el conjunt de situacions i de pràctiques gairebé totalment descarregades de simbolització, “desencantades”. Però "l'esdeveniment” pertorba la rutina i també els seus rituals.
D'altra banda, les pràctiques rutinàries consisteixen en la consolidació per la repetició diària de les activitats habituals; i les activitats productives i reproductives del quotidià constitueixen el primer tipus de dialèctiques entre l'esdeveniment i el rutinari.
Com hem dit, la producció i reproducció de rutina condueix a l'establiment d'una quotidianitat. Però el quotidià no és més que un aspecte de la vida quotidiana, encara quan una part important de les activitats de la vida quotidiana consisteix en un continu condicionament i en el recondicionament d'aquella.
Pel que fa a la vida quotidiana, hem de destacar que, biogràficament, hem interioritzat un món de cada dia determinat i que hem fet nostre: l'hem naturalitzat de tal manera que és la nostra realitat per excel·lència. Aquest món nostre, el percebem ordenat i ple de sentit, i qualsevol altra alternativa de món ens sembla estranya, poc coherent i incomprensible en molts aspectes i pot ser que fins i tot absurda. Però els que formen part d'un altre món poden tenir en compte que és el nostre món el que és poc coherent, incomprensible i absurd. Aquesta familiaritat de la vida quotidiana és la que ha convertit l'experiència del nostre món en un conjunt de rutines que ens fan considerar el nostre món com el més real de tots, fent que el visquem d'una manera poc problemàtica, donant-lo per descomptat.
La qüestió consisteix no a reduir la sociologia de la vida quotidiana a una sociologia de la banalitat o del rutinari, sinó a convertir en social el que realment transcendeix, és a dir, una sociologia de les dialèctiques viscudes i interpretades del rutinari i de l'esdeveniment. Llavors, l'esforç de conceptualització pot ser perllongat mitjançant una reflexió sobre els tipus de dialèctiques entre rutina i esdeveniment (sorpresa), que seran considerats com a processos tipus.

## Característiques

### Realitat ordenada
La vida quotidiana és una realitat ordenada apresa per l'individu, que es presenta d'una manera objectivada, és a dir, constituïda per un ordre d'objectes (Peter Berger, Thomas Luckmann), objectes que ja hi són abans que naixem. Serà el llenguatge verbal, gestual o simbòlic, l'element ordenador d'aquesta realitat. Quan naixem, comencem a ser part d'un món ja preexistent format per significats socialment establerts que interioritzem mitjançant la socialització primària, i posteriorment la socialització secundària. Vivim en un determinat indret amb un nom geogràfic, emprem estris, eines des d'una calculadora fins a una moto, ens movem en una xarxa de relacions humanes des de la universitat, la feina, el gimnàs, del país on vivim. D'aquesta manera, el llenguatge marca les coordenades de la nostra vida en la societat i omple aquesta vida d'objectes significatius (Berger, Luckmann).

### Realitat intersubjectiva
Quan parlem de realitat intersubjectiva, ens referim a tot aquell món que compartim amb altres persones. Aquesta és diferent de les altres realitats quotidianes.
Primerament, veiem com la nostra existència està constituïda en gran part per una interacció i comunicació amb altres persones. En aquesta relació amb els altres, trobem una gran quantitat de coincidències que són les que fan que tinguem quelcom per a dir-nos. De fet, la nostra existència no seria possible sense aquesta interacció i comunicació amb els altres.
Ara bé, perquè hi hagi aquesta comunicació, perquè existeixi, aquesta ha de ser bàsicament coincident. No obstant això, veiem com la perspectiva del món comú no sempre és coincident. Tal com diuen Berger i Luckmann, “el meu ací és per a ells un allí i el meu ara no és exactament el seu”. Aquesta discrepància és en si mateixa enriquidora per la nostra existència comuna. La nostra realitat compartida està fonamentada en tot un seguit d'experiències comunes, però la nostra visió subjectiva fa que existeixin discrepàncies amb les altres persones amb qui compartim aquesta realitat comuna.
En definitiva, compartim un sentit comú de la realitat d'aquest món i, precisament, quan parlem d'aquest sentit comú, ens estem referint a tot allò que compartim amb els altres i, com expliquen Berger i Luckmann, són totes aquelles rutines habituals i normals, òbvies i evidents de la vida quotidiana.

### Realitat donada per descomptat
Donar per descomptat quelcom vol dir donar per certa o per segura alguna cosa. Són precisament aquestes certeses les que conformen el que coneixem com a vida quotidiana.
L'ésser humà en la seva vida quotidiana és capaç de percebre tot el que els seus òrgans sensorials li permeten rebre, elaborar i interpretar la informació que prové del seu entorn. El pensament quotidià està format per la generalitat de les experiències, del saber quotidià, de l'experiència acumulada. Tot i això, l'ésser humà s'apropia només del que és o pot ser necessari per a mantenir i estructurar la seva vida en un entorn determinat i resoldre de manera pràctica qualsevol problema.
És la rutina d'aquestes experiències i el conjunt d'institucions socials les que ens serveixen per a resoldre'n els dubtes i, en el marc de la vida quotidiana, afavorir que l'individu es mogui en un entorn de certeses.
Tal com s'extreu de les idees de Berger i Luckmann, en relació amb el coneixement de la vida quotidiana i a la construcció social de la realitat, es pot afirmar que el coneixement és una forma de concebre el món i de dotar-lo de certes característiques que resulten, en primera instància, de l'experiència personal, i que es converteix així en una realitat donada per descomptat.